# Auzea reticulata
Auzea reticulata är en fjärilsart som beskrevs av Moore 1888. Auzea reticulata ingår i släktet Auzea och familjen Uraniidae. Inga underarter finns listade i Catalogue of Life.